# Baron Newborough
Baron Newborough ist der Name zweier erblicher britischer Adelstitel, die parallel in der Peerage of Ireland verliehen wurde.

## Verleihungen
Erstmals wurde am 12. April 1715 der Titel Baron Newborough, of Newborough in the County of Wexford, für George Cholmondeley, zweitgeborener Sohn des Robert Cholmondeley, 1. Viscount Cholmondeley, geschaffen. Am 10. Juli 1716 wurde ihm in der Peerage of Great Britain auch der Titel Baron Newburgh, of Newburgh in the Isle of Anglesey, verliehen. Beim Tod seines älteren Bruders am 18. Januar 1724 erbte er zudem die Titel 2. Earl of Cholmondeley (1706), 3. Viscount Cholmondeley (1661), 2. Viscount Malpas (1706) und 2. Baron Cholmondeley (1689). Sein Urenkel, der 4. Earl, wurde am 22. November 1815 zudem zum Marquess of Cholmondeley und Earl of Rocksavage erhoben, die vorgenannten Titel sind seither nachgeordnete Titel des jeweiligen Marquess. Heutiger Titelinhaber ist seit 1990 David Cholmondeley, 7. Marquess of Cholmondeley als 9. Baron Newborough.
Parallel zum Titel erster Verleihung wurde am 23. Juli 1776 in zweiter Verleihung Sir Thomas Wynn, 3. Baronet zum Baron Newborough, of Newborough, erhoben. Bereits 1773 hatte er von seinem Vater Sir John Wynn, 2. Baronet (1701–1773) den fortan nachgeordneten Titel Baronet, of Bodvean in the County of Carnarvon, geerbt, der am 25. Oktober 1742 in der Baronetage of Great Britain seinem Großvater Thomas Wynn (1677–1749) verliehen worden war. Heutiger Titelinhaber ist seit 1998 sein Ur-ur-urenkel Robert Wynn als 8. Baron Newborough.

## Liste der Barone Newborough

### Barone Newborough, erste Verleihung (1715)
- George Cholmondeley, 2. Earl of Cholmondeley, 1. Baron Newborough (1666–1733)
- George Cholmondeley, 3. Earl of Cholmondeley, 2. Baron Newborough (1703–1770)
- George Cholmondeley, 1. Marquess of Cholmondeley, 3. Baron Newborough (1749–1827)
- George Cholmondeley, 2. Marquess of Cholmondeley, 4. Baron Newborough (1792–1870)
- William Cholmondeley, 3. Marquess of Cholmondeley, 5. Baron Newborough (1800–1884)
- George Cholmondeley, 4. Marquess of Cholmondeley, 6. Baron Newborough (1858–1923)
- George Cholmondeley, 5. Marquess of Cholmondeley, 7. Baron Newborough (1883–1968)
- Hugh Cholmondeley, 6. Marquess of Cholmondeley, 8. Baron Newborough (1919–1990)
- David Cholmondeley, 7. Marquess of Cholmondeley, 9. Baron Newborough (* 1960)

Titelerbe (Heir apparent) ist der älteste Sohn des aktuellen Titelinhabers, Alexander Cholmondeley, Earl of Rocksavage (* 2009).

### Barone Newborough, zweite Verleihung (1776)
- Thomas Wynn, 1. Baron Newborough (1736–1807)
- Thomas Wynn, 2. Baron Newborough (1802–1832)
- Spencer Wynn, 3. Baron Newborough (1803–1888)
- William Wynn, 4. Baron Newborough (1873–1916)
- Thomas Wynn, 5. Baron Newborough (1878–1957)
- Robert Wynn, 6. Baron Newborough (1877–1965)
- Michael Wynn, 7. Baron Newborough (1917–1998)
- Robert Wynn, 8. Baron Newborough (* 1949)

Voraussichtlicher Titelerbe (Heir Presumptive) ist der Cousin des aktuellen Titelinhabers, Anthony Wynn (* 1949).